# Rousettus madagascariensis
Rousettus madagascariensis är en däggdjursart som beskrevs av Guillaume Grandidier 1928. Rousettus madagascariensis ingår i släktet Rousettus och familjen flyghundar. Inga underarter finns listade.
Arten blir med svans 115 till 145 mm lång och den väger 50 till 80 g. Flyghunden har en vingspann av 42,5 till 52 cm. På ovansidan förekommer gråbrun päls som kan ha en röd skugga och undersidan är täckt av något ljusare päls i samma färg. Huvudet kännetecknas av en lång nos, stora ögon och öron som har ganska långt avstånd från varandra. Antagligen kan Rousettus madagascariensis skapa klickljud och använda det för ekolokaliseringen liksom andra släktmedlemmar.
Denna flyghund förekommer bara på östra och nordvästra Madagaskar. Öns centrala bergstrakter besöker arten bara tillfällig. Habitatet utgörs av skogar och dessutom uppsöker arten trädodlingar och trädgårdar.
Individerna vilar i grottor eller i trädens håligheter. Födan utgörs av frukter som kompletteras med nektar från blommor. När arten hämtar sin föds från fruktodlingar betraktas den som skadedjur.
Denna flyghund kan flyga längre sträckor och den kan manövrera i täta skogar på grund av att den är mindre än andra flyghundar på ön. Vid viloplatsen hittas vanligen kolonier med några hundra medlemmar och ibland har kolonin upp till 5000 individer. Ungar föds allmänt under regntiden och vissa honor har två kullar per år. Per kull föds en unge.
Rousettus madagascariensis jagas troligen av ugglor och av andra rovlevande fåglar.
Flera exemplar jagas som bushmeat. Hela populationen minskar.  IUCN kategoriserar arten globalt som sårbar.